# Exposição Universal de 1911

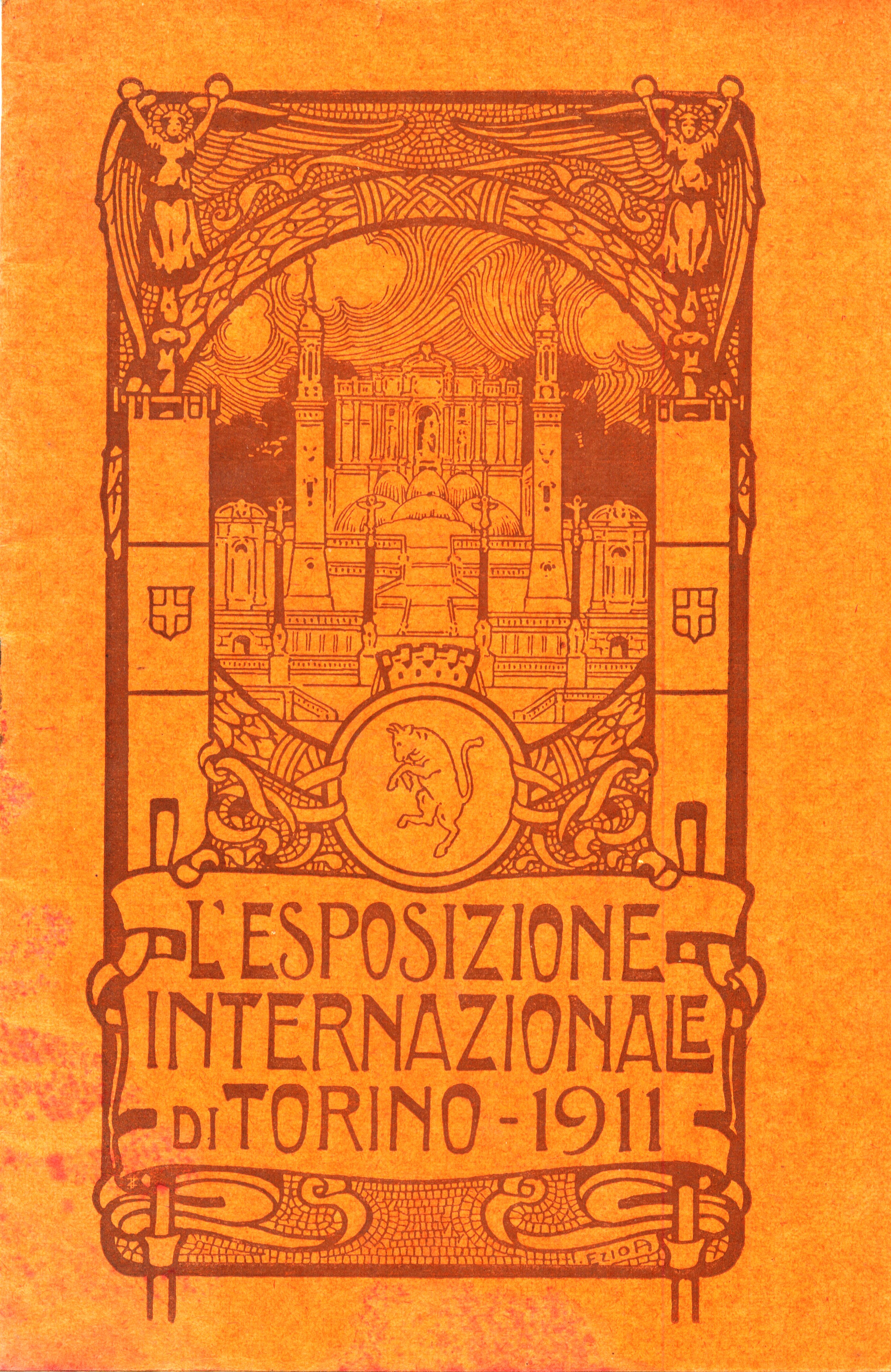
Logotipo oficial

A Exposição Universal de 1911 também chamada Turin International (em original no italiano: Esposizione internazionale dell'Industria e del Lavoro) foi uma feira mundial que aconteceu em Turim, Itália em 1911. Recebeu mais de 4 milhões de visitantes com uma área de 247 acres.

## Resumo

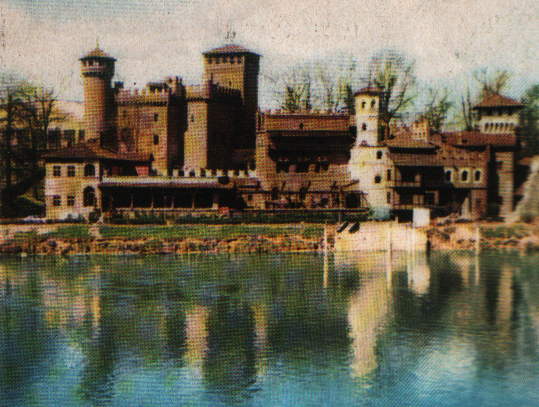
Parco del Valentino.

A feira abriu dia 29 de abril, e aconteceu nove anos depois da Prima Esposizione Internazionale d'Arte Decorativa Moderna que focava em artes decorativas e aconteceu ao mesmo tempo da Exibição Internacional de Arte, em Roma, também com foco em arte. Esta feira de Turim tratava da indústria e trabalho.
A feira aconteceu no Parco del Valentino (bem como as feiras anteriores de 1884, 1885 e 1902, além da feira a ser realizada em 1924).

## Participantes
Argentina, Império Austro-Húngaro, Bélgica, Bolívia, Brasil, Reino da Bulgária, Chile, China, Colômbia, Dinamarca, Equador, França, Alemanha, Grécia, Hungria, Itália, Japão, México, Holanda, Nicarágua, Peru, Império Russo, Reino da Sérvia, Sião, Espanha, Suíça, Turquia, Grã-Bretanha, Estados Unidos e Uruguai.

## Pavilhões nacionais

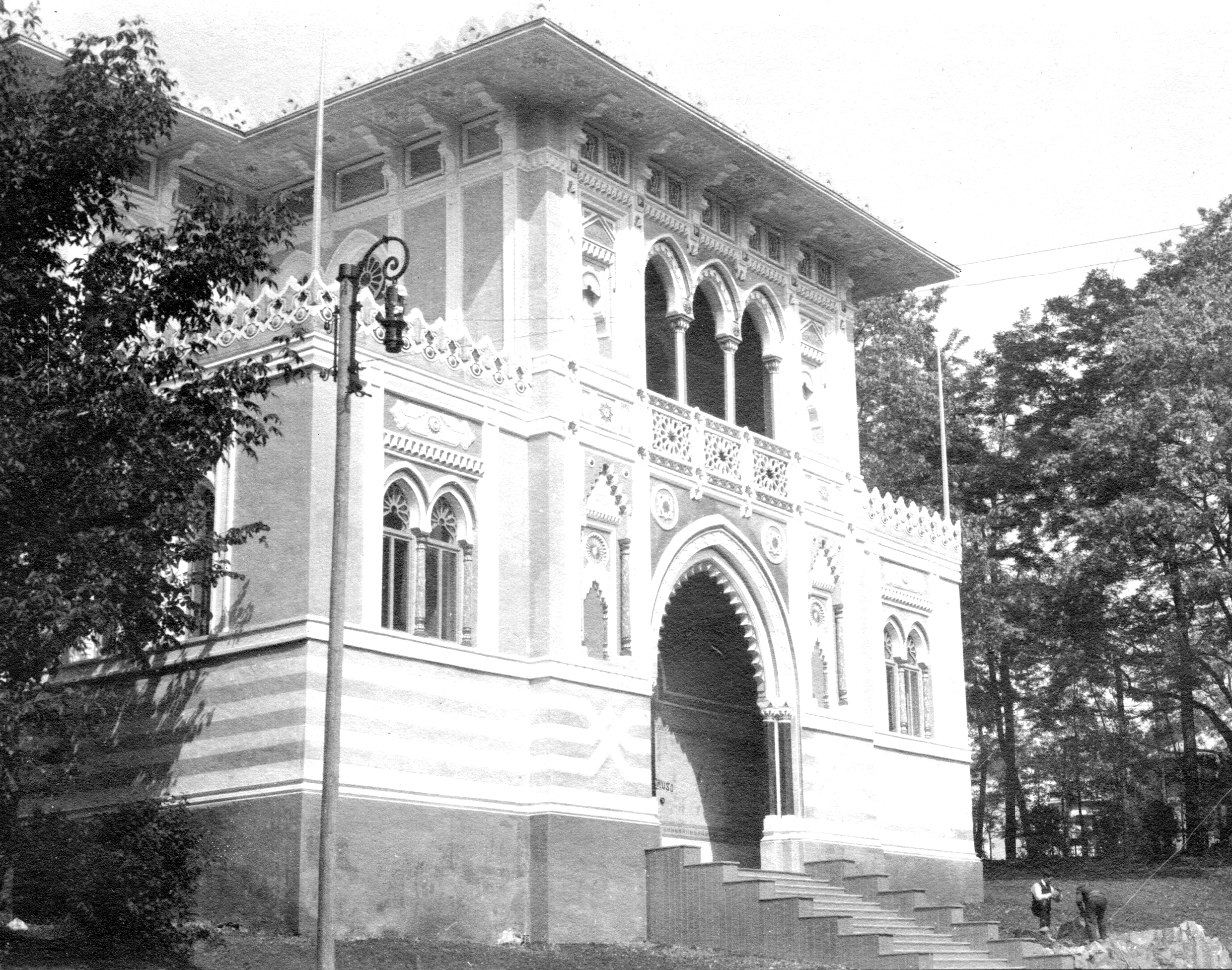
Pavilhão do Império Otomano

O Pavilhão Art Nouveau da Hungria foi projetado por Emil Töry, Maurice Pogány e Dénes Györgyi;
O Pavilhão brasileiro incorporou pinturas de Arthur Timótheo da Costa;
O Pavilhão do Sião foi projetado por Mario Tamagno e Annibale Rigotti e tinha um teto multi-colorido com um domo dourado
O Pavilhão do Império Otomano foi projetado por Léon Gurekian.

## Projetos
Turin 1911: The World's Fair in Italy recolhe de maneira sistemática os materiais arquivísticos provenientes de arquivos e coleções públicas e privadas, fornecendo também reconstruções digitais 3D de alguns pavilhões.